# Algebraischer Abschluss
Ein Körper {\displaystyle K} heißt algebraisch abgeschlossen, wenn jedes nicht-konstante Polynom mit Koeffizienten in {\displaystyle K} eine Nullstelle in {\displaystyle K} hat. Ein Körper {\displaystyle L} ist ein algebraischer Abschluss von {\displaystyle K}, wenn er algebraisch abgeschlossen ist und ein algebraischer Erweiterungskörper von {\displaystyle K} ist. Da ein algebraischer Abschluss bis auf Isomorphie eindeutig ist, spricht man häufig auch von dem algebraischen Abschluss. Das Auffinden von Nullstellen von Polynomen ist eine wichtige mathematische Aufgabenstellung, in einem algebraischen Abschluss kann zumindest deren Existenz gesichert werden. Tatsächlich kann man zeigen, dass es zu jedem Körper einen algebraischen Abschluss gibt.

## Definitionen
{\displaystyle K[x]} bezeichne wie üblich den Polynomring über {\displaystyle K}.
Allgemein heißt ein Körper {\displaystyle K} algebraisch abgeschlossen, wenn eine der folgenden äquivalenten Aussagen gilt:
- Jedes Polynom aus {\displaystyle K[x]\setminus K} hat eine Nullstelle in {\displaystyle K}.
- Jedes Polynom aus {\displaystyle K[x]\setminus K} zerfällt in Linearfaktoren, also Polynome vom Grad 1.
- {\displaystyle K} hat keine echten algebraischen Erweiterungen.
- Jedes irreduzible Polynom in {\displaystyle K[x]} hat Grad 1.

Ein algebraischer Abschluss {\displaystyle L} eines Körpers {\displaystyle K} kann nun auf zweierlei Art definiert werden:
- {\displaystyle L} ist ein algebraischer Erweiterungskörper von {\displaystyle K}, in dem jedes Polynom aus {\displaystyle K[x]\setminus K} eine Nullstelle hat.
- {\displaystyle L} ist ein algebraischer Erweiterungskörper von {\displaystyle K}, in dem jedes Polynom aus {\displaystyle L[x]\setminus L} eine Nullstelle hat.

Die zweite Bedingung ist eine scheinbar stärkere Aussage, sie erweist sich aber als zur ersten äquivalent.

## Existenz
Zu einem einzelnen Polynom aus {\displaystyle K[x]\setminus K} kann man leicht eine algebraische Erweiterung {\displaystyle L} finden, in der das Polynom eine Nullstelle hat. Mit dem Lemma von Zorn kann man eine algebraische Erweiterung finden, in der alle nicht-konstanten Polynome aus {\displaystyle K[x]} eine Nullstelle haben. Dies ist dann nach obiger Bemerkung ein algebraischer Abschluss von {\displaystyle K}.
Es gelang Ernst Steinitz im Jahre 1910 als Erstem zu zeigen, dass jeder Körper einen algebraisch abgeschlossenen Oberkörper und somit auch einen algebraischen Abschluss hat. Dabei benutze Steinitz das Auswahlaxiom, welches äquivalent zum oben erwähnten Lemma von Zorn ist. Der Beweis für die Existenz benötigt notwendigerweise transfinite Methoden wie zum Beispiel das Auswahlaxiom: Sind die Axiome der Mengenlehre konsistent, dann sind auch die Axiome der Mengenlehre (ohne Auswahlaxiom) zusammen mit dem Satz „Es gibt einen Körper, der keinen algebraischen Abschluss hat“ konsistent.

## Eindeutigkeit
Ebenfalls mit dem zornschen Lemma kann man zeigen, dass zwei algebraische Abschlüsse zueinander {\displaystyle K}-isomorph sind, das heißt, für algebraische Abschlüsse {\displaystyle L,L'} von {\displaystyle K} gibt es einen Körperisomorphismus {\displaystyle \varphi \colon L\to L'}, der eingeschränkt auf {\displaystyle K} die Identität ist. Allerdings gibt es keinen kanonischen, also keinen ausgezeichneten Isomorphismus, sondern im Allgemeinen sehr viele gleichberechtigte. Ein algebraischer Abschluss zu sein, ist demnach keine universelle Eigenschaft.
Der algebraische Abschluss von {\displaystyle K} hat dieselbe Mächtigkeit wie {\displaystyle K}, falls {\displaystyle K} unendlich ist, und ist abzählbar, falls {\displaystyle K} endlich ist. Ein algebraisch abgeschlossener Körper kann hingegen nicht endlich sein: Ist der Körper endlich mit {\displaystyle q} Elementen {\displaystyle a_{1},\dotsc ,a_{q}} und {\textstyle f:=\prod _{k=1}^{q}(x-a_{k})} das Produkt aller Linearfaktoren, so hat das Polynom {\displaystyle f+1} keine Nullstelle.

## Beispiele
- Der Fundamentalsatz der Algebra besagt, dass der Körper der komplexen Zahlen {\displaystyle \mathbb {C} } algebraisch abgeschlossen und somit ein algebraischer Abschluss der reellen Zahlen {\displaystyle \mathbb {R} } ist. Ist {\displaystyle L} ein anderer algebraischer Abschluss von {\displaystyle \mathbb {R} } und sind {\displaystyle j_{1}} und {\displaystyle j_{2}=-j_{1}} die Lösungen von {\displaystyle x^{2}=-1} in {\displaystyle L}, so gibt es zwei {\displaystyle \mathbb {R} }-Isomorphismen von {\displaystyle L} nach {\displaystyle \mathbb {C} }.  Entweder wird {\displaystyle j_{1}} auf {\displaystyle i} oder auf {\displaystyle -i} abgebildet. Beide Möglichkeiten sind gleichberechtigt.

- Ein algebraischer Abschluss der rationalen Zahlen {\displaystyle \mathbb {Q} } ist der Körper der algebraischen Zahlen {\displaystyle \mathbb {A} }.

- Es gibt viele abzählbare algebraisch abgeschlossene echte Oberkörper der algebraischen Zahlen in {\displaystyle \mathbb {C} }. Sie sind algebraische Abschlüsse transzendenter Erweiterungen von {\displaystyle \mathbb {Q} }.

- Für einen endlichen Körper {\displaystyle \mathbb {F} _{p}} der Primzahl-Ordnung {\displaystyle p} ist der algebraische Abschluss ein abzählbar unendlicher Körper der Charakteristik {\displaystyle p} und enthält für jede natürliche Zahl {\displaystyle n} einen Teilkörper der Ordnung {\displaystyle p^{n}}, er besteht sogar aus der Vereinigung dieser Teilkörper.

## Bedeutung
Die Bedeutung des algebraischen Abschlusses besteht im Auffinden der Nullstellen von Polynomen. Im algebraischen Abschluss hat jedes Polynom {\displaystyle n}-ten Grades genau {\displaystyle n} Nullstellen, die mit Vielfachheiten zu zählen sind. Es wird allerdings nichts darüber ausgesagt, wie diese konkret zu finden sind, siehe dazu den Artikel Nullstelle.